# Mochi

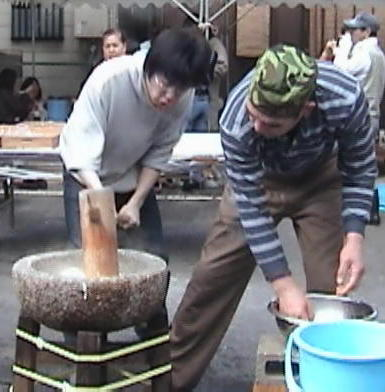
Sova de mochi em gral (usu) tradicional

Na culinária japonesa, mochi ou mais comumente no Brasil, moti (em japonês: 餅; em chinês: 麻糬), é um bolinho feito de arroz glutinoso moído em pasta e depois moldado. Embora seja consumido durante o ano todo, é comido tradicionalmente no Shogatsu (ano-novo) e em ocasiões especiais como nos nascimentos e casamentos.
Durante as festas de ano-novo, que no Japão duram vários dias, promove-se em todo o Japão o festival do mochitsuki em que o mochi é preparado e distribuído para o público. Algumas localidades ou entidades agendam o mochitsuki para o terceiro dia do novo ano.
Nesta época, muitas empresas fecham suas portas a partir do dia 28 ou 29 de dezembro, acompanhando o costume japonês de celebrar o ano-novo em clima de festa pelo menos até o terceiro dia do ano-novo.

## Mochitsuki
O mochitsuki é um festival que conta com a participação popular desde a arrecadação de fundos, passando pela organização e realização do cerimonial, em que os populares se revezam para pilar o mochi.
Como rito de passagem de ano, o apiloamento coletiva do arroz às vésperas do ano-novo é emblemático: representa a certeza da recompensa do esforço árduo e solidário, e a distribuição do mochi no Shogatsu, a renovação da esperança de fartura à mesa durante todo o ano que se reinicia. Para o cerimonial:
1. O arroz glutinoso polido é deixado de molho durante a noite e cozido.
2. O arroz cozido é sovado com um maço (kine) em um gral (usu). Duas ou mais pessoas trabalham em movimentos ritmados sovando, virando e umedecendo a massa.
3. A massa macerada é moldada em vários formatos, dependendo da localidade. Em Osaka o mochi toma forma esférica, em Tóquio o formato é cúbico.

Embora o mochitsuki não seja necessariamente uma celebração religiosa, grande parte das famílias japonesas celebra a passagem do ano oferendando mochi a deidades em seus oratórios domésticos, motivo pelo qual se encontram eletrodomésticos de fazer mochi até mesmo fora do Japão. Microondas e panificadoras domésticas também fazem as vezes do "mochizeiro" sendo aproveitadas para cozer a vapor e amassar o mochi.

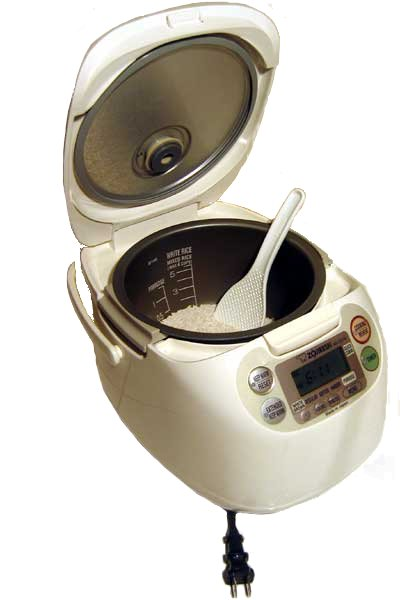
Eletrodoméstico para fazer mochi
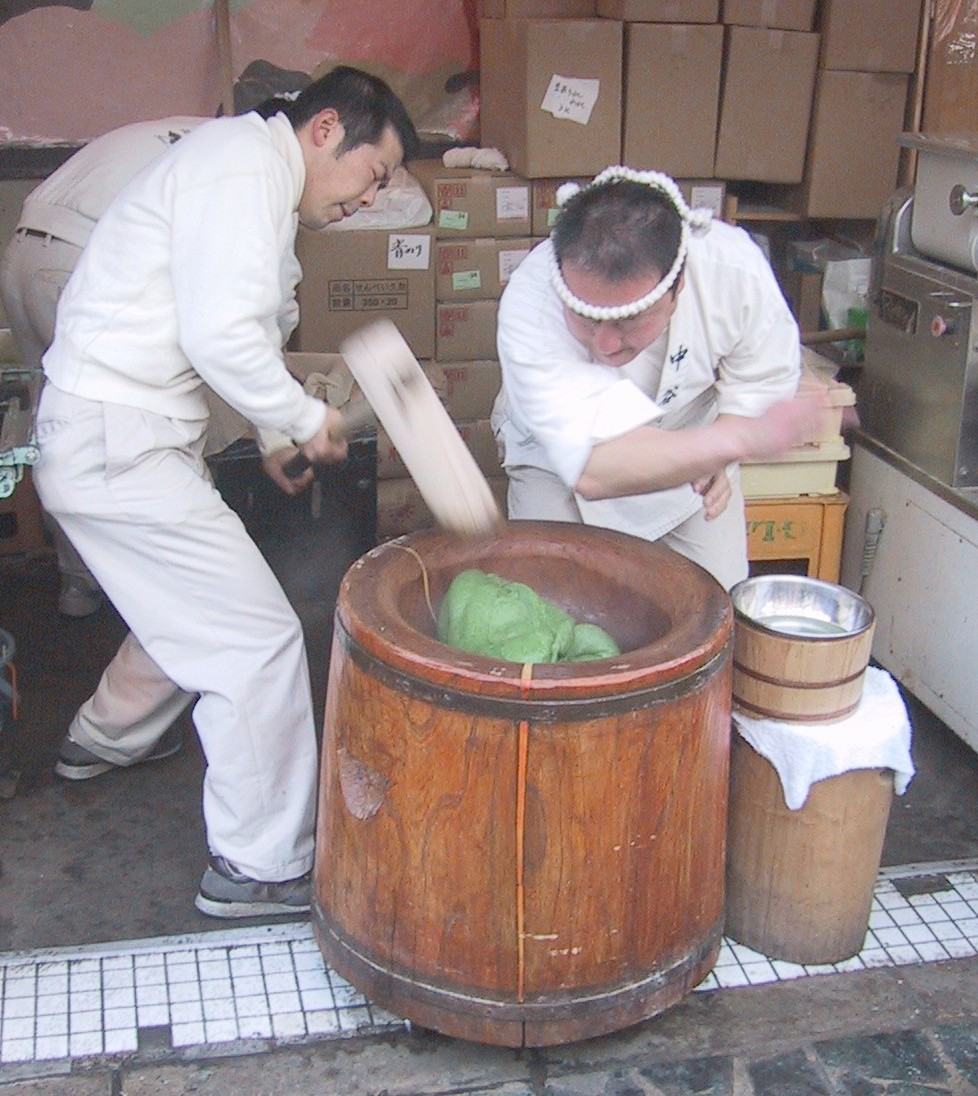
Sova do mochi
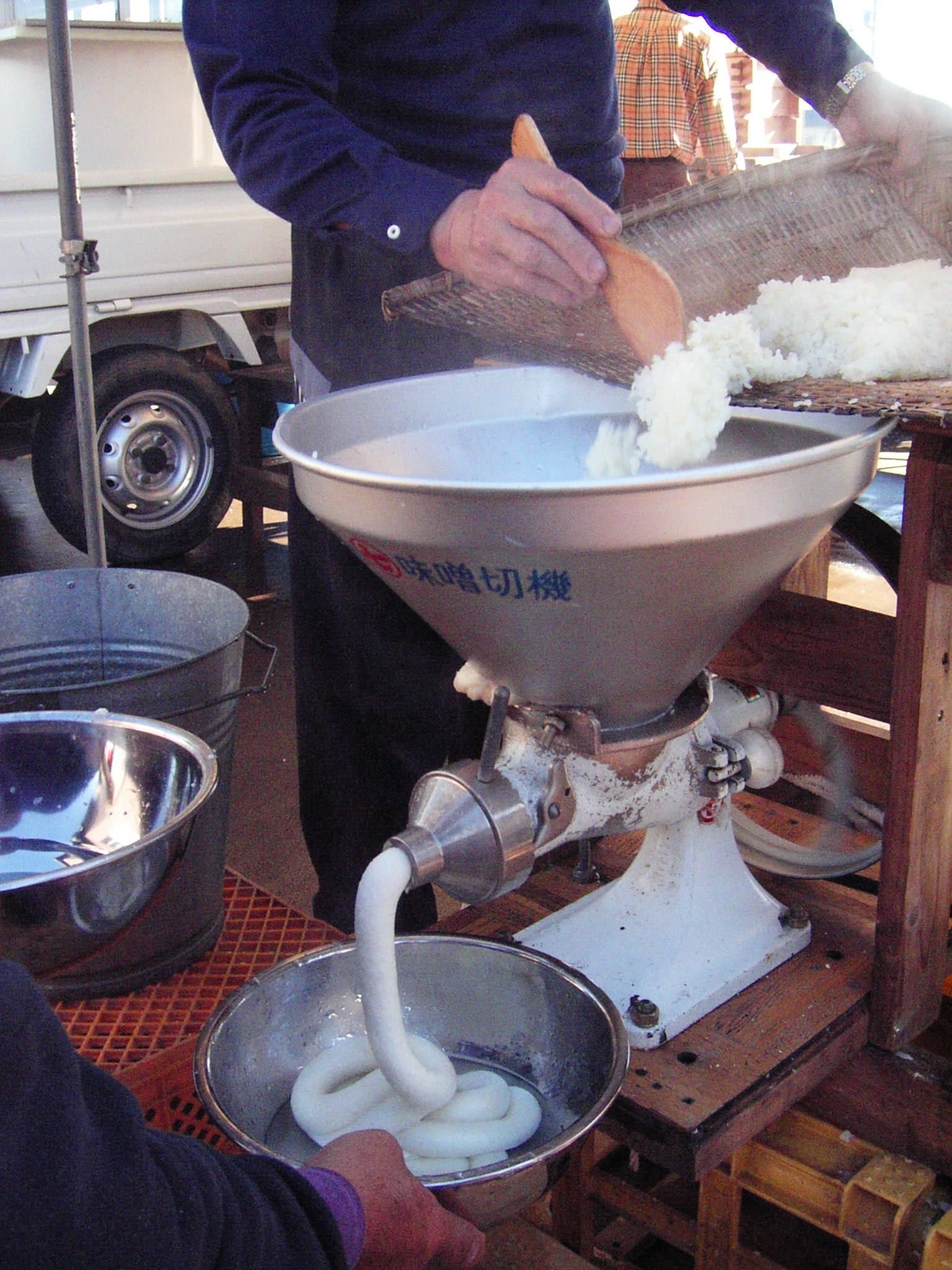
Filagem de mochi
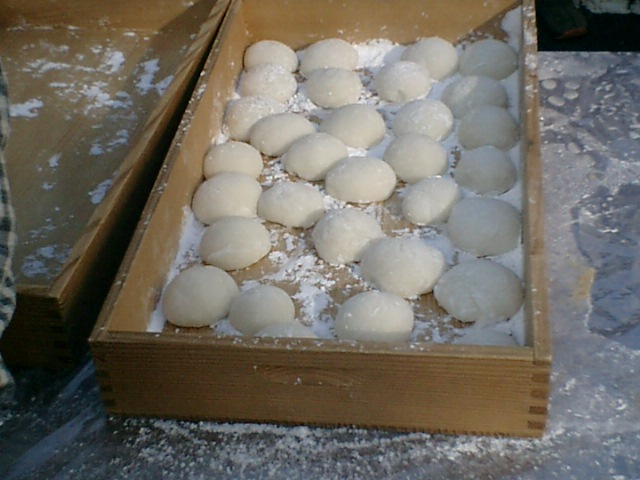
Massinhas de arroz moldadas: mochi

## Variações populares do mochi

### Confeitaria
Muitos diferentes tipos de wagashi (doces tradicionais japoneses) se fazem com mochi. Por exemplo, o daifuku é um mochi suave e redondo com um recheio de anko doce. O ichigo daifuku e um doce recheado com um morango inteiro.
O kusa mochi é uma variedade verde de mochi com sabor de yomogi. Quando o daifuku se faz com kusa mochi, ele é chamado de yomoji daifuku.

### Sorvetes
No Japão e nos EUA são fabricados sorvetes de mochi. As bolinhas de sorvete são envolvidas em mochi e vendidas em diferentes sabores (chocolate, manga, chá verde, café, baunilha e morango). Nos EUA sorvete é encontrado em alguns supermercados da Califórnia e do Hawaii.

### Sopas
Oshiruko ou ozenzai é uma sopa doce de feijão azuki com pedaços de mochi. Os japoneses costumam tomar esta sopa no inverno para se aquecerem.
O chikara udon (macarrão da força) é um prato que consiste em macarrão udon em sopa com mochi tostado por cima.

## Especialidades do ano-novo
Kagami mochi é um arranjo de mochi “em espelho” que depois de passado o ano-novo é partido e comido seguindo um ritual chamado Kagami biraki (abertura do espelho).
A sopa zoni é uma sopa que contém massinhas de arroz. O zoni é um prato que também se come no dia de ano-novo. Além do mochi, o zoni contém outros ingredientes como o vegetal japonês mitsuba, a cenoura e o kamaboko vermelho e branco.
Kinako mochi é um outro mochi que é também é feito no ano-novo para dar sorte. O modo de preparar o mochi inclui: tostar o mochi sobre fogo ou grelha, depois mergulhar em uma mistura de molho de soja, açúcar e água, e por fim passar em kinako (farelo de soja).

## Outros
Warabimochi não é um mochi propriamente dito, mas um doce gelatinoso feito com amido de uma planta chamada warabi e coberto ou mergulhado em kinako (farelo de soja tostada e adoçada). É muito popular no verão e se vende em caminhões como se vende sorvete no Ocidente.